# ميخائيل يونغ (سياسي)
ميخائيل يونغ هو محامي وسياسي كندي، ولد في 2 أغسطس 1934 في غلاسكو في المملكة المتحدة، وتوفي في 11 يناير 2010 في فيكتوريا في كندا.